# Malo Laole
Malo Laole es un pueblo ubicado en la municipalidad de Petrovac, en el distrito de Braničevo, Serbia.

## Superficie
Posee una superficie de 7,552 kilómetros cuadrados.

## Demografía
Hasta 2011 la población era de 571 habitantes, con una densidad de población de 75,61 habitantes por kilómetro cuadrado.